# 兵庫県立川西北陵高等学校
兵庫県立川西北陵高等学校（ひょうごけんりつ かわにしほくりょうこうとうがっこう）は、兵庫県川西市緑が丘にある県立高等学校。生徒間での略称は「北陵（ほくりょう）」。

## 校訓
克己 協調 創造
己にうち克つ厳しさと、和として同ぜぬ真の協調とを根源として豊かな創造性を培い、もって人類・国家・社会に貢献する人間を育成する

## 沿革
- 1983年（昭和58年）
  - 1月 - 開校準備室を兵庫県立川西緑台高等学校内に設置
  - 4月 - 開校
- 1986年（昭和61年）4月 - 普通科のうち1クラスに「英語コース」が設けられる
- 1996年（平成8年） - ニュージーランドアッパーハット・カレッジと姉妹校提携
- 2001年（平成13年） - 米国ケンタッキー州ボーリンググリーン市のボーリンググリーン・ハイスクール

並びにグリーンウッド・ハイスクールでの短期英語研修・生活体験留学開始
- 2005年（平成17年） - 「英語コース」を「国際教養コース」に改編
- 2008年（平成20年） - 「国際教養コース」募集停止
- 2009年（平成21年） - 制服の変更、「科学教育類型」設置
- 2013年（平成25年） - 「科学教育類型」を「探究と表現類型」へ変更

## 設置学科
- 全日制課程
  - 普通科
  - 普通科 探求と表現類型

## 部活動
部活動も盛んであり、全国大会に出場する部活もある。
運動部
- 野球部
- 陸上競技部-（H25）兵庫県高等学校陸上競技対抗選手権大会　近畿大会出場
- サッカー部
- 男子ハンドボール部
- 女子ハンドボール部-（H26）北摂大会　女子の部　6連覇
- 男子バレーボール部
- 女子バレーボール部-創部から近畿大会出場6回
- 男子バスケットボール部
- 女子バスケットボール部
- 男子硬式テニス部
- 女子硬式テニス部
- ソフトテニス部
- 男子バドミントン部
- 女子バドミントン部
- 剣道部-（H25）個人　兵庫県高等学校総合体育大会　近畿大会出場 (2024年現在、部員不足により活動休止中)
- 柔道部
- 水泳部-（H25,24）兵庫県高等学校総合体育大会　近畿大会出場
- 卓球部
- ラグビー部
- 弓道部-（H25）兵庫県高等学校春季弓道大会　近畿大会出場

文化部
- 放送部
- 吹奏楽部
- 茶華道部
- 演劇部（現在は廃部）
- 自然科学部
-（H26）兵庫県高等学校総合文化祭　自然科学部門　最優秀賞受賞　4年連続全国大会出場
-（H24）全国高等学校総合文化祭とやま2012　自然科学部門発表会　化学分野　優秀賞（全国2位）
- ESS部
- 美術部
- HCC部-調理部（Hokuyo Cooking Clubの略）
- 科学技術研究部
- 文芸研究部
- コーラス部-１年間の休部期間を経て2013年再開

同好会
- ダンス同好会-2013年に設立

## 交通
- 能勢電鉄（妙見線・日生線）山下駅西口から徒歩20分

## 著名な卒業生
- 中西大輔（冒険家）
- 斉藤利彦（歴史学者・佛教大学歴史学部歴史文化学科教授）
- 北本忍（カヌー選手）
- 松下奈緒(俳優)
- 森信行（元くるりドラマー）